# Alfred Jonniaux
Alfred Jonniaux (1882-1974) est un peintre portraitiste belge, naturalisé américain.

## Biographie
Il est né le 21 novembre 1882 à Bruxelles. Après des études secondaires à Ixelles, il suit l'école des Beaux-Arts de Bruxelles. Membre de la Société royale des Beaux-arts de Bruxelles, il connut le succès comme portraitiste officiel et mondain. Après l'invasion allemande en 1940, il se réfugia aux États-Unis dont il obtint la nationalité. Il continua à réaliser des portraits d'importantes personnalités américaines. Un portrait du président Franklin Delano Roosevelt réalisé par Jonniaux se trouvait dans la Roosevelt Room à la Maison-Blanche jusqu'à ces dernières années. Ce tableau fut retiré lors de la rénovation de la pièce sous le second mandat de George W. Bush.

## Source
- Dictionnaire des artistes de langue française en Amérique du Nord, de De David Karel, Musée du Québec, Presse de l'Université Laval, 1992.